# 酸化ウラン(V)
酸化ウラン(V)（さんかウラン ご）は、酸素とウランの無機化合物である。化学式はU2O5で表される。